# Naasón Joaquín García
Naasón Merarí Joaquín García (Guadalajara, Jalisco; 7 de mayo de 1969) es un ministro religioso y confeso agresor sexual mexicano-estadounidense, convicto por abuso sexual infantil realizado en el estado de California. Ejerce desde prisión como máximo dirigente de la Iglesia La Luz del Mundo tras suceder a su padre Samuel Joaquín Flores después de su muerte en 2014. En junio de 2022 Naasón fue condenado a 16 años y 8 meses de prisión después de aceptar su culpabilidad ante la fiscalía de California para reducir su sentencia, por tres cargos de abuso sexual a menores de edad.

## Vida personal
Naasón Joaquín García nació el 7 de mayo de 1969 en Guadalajara, Jalisco. El 14 de junio de 1992 se casó con Alma Zamora, con quien tiene 3 hijos. Antes de convertirse en líder de La Luz del Mundo, fue ministro del grupo en Santa Ana, California, y anteriormente sirvió como ministro para otras congregaciones en California y Arizona. Desde el 4 de junio de 2019 esta detenido en Los Ángeles, California, esperando a cumplir su condena el 4 de enero de 2036.
Naasón es el tercer líder de la luz del mundo en sucesión, nieto del fundador Eusebio Joaquin Gonzalez a quien se le conoció como Aaron, e hijo de Samuel Joaquín Flores a quien sucedió como máximo jerarca de la Luz del Mundo una semana después de su muerte, el 14 de diciembre de 2014.  De acuerdo con la iglesia, Naasón Joaquín García es apóstol y también ángel del apocalipsis.

## Abuso sexual infantil

### Condena
El 8 de junio de 2022, fue condenado a 16 años 8 meses de prisión, y a presentarse de por vida ante los sheriffs para que lo inscriban en el registro de delincuentes sexuales de los Estados Unidos, después de declararse culpable el 3 de junio por tres cargos de abuso sexual en menores, de edad. También fue condenado por dos cargos de cópula oral con menor de edad y un cargo por actos lascivos con un niño. Al momento de la condena, luego de escuchar a las víctimas, ver las evidencias y oír los alegatos tanto de la Fiscalía como de la defensa, el juez Ronald Cohen sentenció a Naasón y dijo: "Es usted un depredador sexual".
Una cuarta acusada, Azalea Rangel Meléndez, quien previamente fue acusada de violación, sigue prófuga. Además, en febrero de 2020 fue presentada una demanda federal contra la Iglesia La Luz del Mundo y Naasón Joaquín García que alega que Naasón y su padre Samuel Joaquín Flores abusaron sexualmente de una niña del sur de California con regularidad desde que tenía doce años hasta que cumplió los dieciocho.

### Detención
Joaquín García fue detenido el 4 de junio del 2019 en Los Ángeles junto a Alondra Margarita Ocampo, de 36 años, y Susana Medina Oaxaca de 23, tras su arribo al Aeropuerto Internacional de Los Ángeles, acusado por los delitos de abuso sexual infantil, tráfico de personas y pornografía infantil. En la denuncia penal presentada ante el Tribunal Superior del Condado de Los Ángeles, el Departamento de Justicia de California acusó al líder de La Luz del Mundo de seis delitos graves cometidos en el sur de California entre 2015 y 2018 y el juzgado detalló que la fianza para su liberación fue fijada en 50 millones de dólares. El fiscal general de California, Xavier Becerra, señaló que el monto se había solicitado ante la posibilidad de que los feligreses de la luz del mundo juntasen el monto de la fianza y este se sustrajera de la acción de la justicia. Alondra Ocampo tuvo una fianza de 25 millones de dólares y Susana Medina Oaxaca permaneció libre bajo fianza. 
El 16 de julio de 2019, el juez de la Corte Superior de California determinó que Joaquín García permanecería detenido sin derecho a fianza, ante el riesgo de que huyera del país. Más tarde, la fiscalía presentó un video donde aparece Joaquín García en un trío sexual junto a una menor de edad y una de las implicadas en la acusación. El agente que mostró el video señaló además la existencia de otros videos donde aparecen cuatro niñas en situaciones sexuales. Estos contenidos, encontrados en el teléfono celular de Naasón, incluían alrededor de cien mil fotografías y videos sexuales.
En abril de 2020, una corte de apelaciones de California desechó el cargo de violación infantil, uno de los catorce cargos con los que se le detuvo previamente. La fiscalía de California señaló que realizaron errores de procedimiento. El 31 de julio de 2020 la oficina de Xavier Becerra volvió a presentar 36 cargos criminales contra Joaquín García, entre ellos la violación forzada y actos lascivos contra un menor, además de extorsión y posesión de pornografía infantil. Estos delitos fueron presuntamente cometidos entre junio de 2015 y junio de 2019, según el documento judicial.
La coacusada Alondra Ocampo se declaró culpable de cuatro delitos graves relacionados con el abuso sexual de menores el 13 de octubre de 2020. Ocampo alega que Samuel Joaquín Flores, el anterior director de la iglesia y padre de Naasón, la violó durante un viaje a Guadalajara cuando tenía ocho años, y que sufrió años de abuso sexual siendo menor de edad.

## Controversias
El 15 de mayo de 2019 se celebró en el Palacio de Bellas Artes de la CDMX un evento de ópera promovido por La Luz del Mundo que medios de comunicación como Forbes, El Universal y El Sol de México calificaron como un homenaje a Joaquín García. Al evento acudieron miembros del partido Morena, como el presidente del senado, Martí Batres y el diputado federal Sergio Mayer. El Instituto Nacional de Bellas Artes y Literatura se pronunció que el recinto se prestó a solicitud del senador del PVEM, Rogelio Israel Zamora Guzmán, y la Asociación de Profesionistas y Empresarios de México y que no se habría tratado de un homenaje sino de un evento cultural y artístico, y que en ningún momento fue dirigido a Joaquín García. El gobierno aseguró que el concierto fue de carácter laico, sin índole religiosa.